# Pia Olsen Dyhr
Pia Olsen Dyh, née le 30 novembre 1971 à Vallensbæk (Danemark), est une femme politique danoise, membre du Parti populaire socialiste (SF).

## Biographie
Pia Olsen Dyhr fait des études en sciences politiques à l'université de Copenhague. De 2000 à 2006, elle travaille pour la société danoise de conservation de la nature, d'abord comme chargée de la politique environnementale, puis de la coordination intetnationale. De 2006 à 2007, elle est coordinatrice politique pour la branche danoise de CARE International.
Elle est engagée au sein du Parti populaire socialiste, dont elle dirige la branche de jeunesse de 1996 à 1998. Elle est candidate aux élections législatives de 1998, 2001 et 2005, sans parvenir à remporter de siège,,.
Elle brigue la présidence du Parti populaire socialiste en mars 2005, après la démission de Holger K. Nielsen. Elle est battue en ne remportant que 33,7 % des suffrages, contre 59,5 % pour Villy Søvndal.
Elle est élue députée au Folketing lors des élections législatives anticipées de novembre 2007. Pendant son premier mandat, elle est la porte-parole de son groupe parlementaire sur les questions de transport et de consommation, ainsi que des affaires européennes à partir de 2009.
Elle est réélue pour un second mandat lors des élections législatives du 15 septembre 2011. Elle est nommée ministre du Commerce extérieur et de l'Investissement dans le gouvernement formé le 3 octobre par Helle Thorning-Schmidt après le scrutin.
Le 9 août 2013, elle devient ministre des Transports à l'occasion d'un remaniement ministériel.
Le 30 janvier 2014, elle quitte le gouvernement avec les autres ministres du Parti populaire socialiste pour protester contre la décision de vendre une partie de l'entreprise publique d'énergie DONG Energy à la banque d'investissement américaine Goldman Sachs. Après la crise gouvernementale, Annette Vilhelmsen démissionne de la présidence du parti et Pia Olsen Dyhr lui succède le 13 février, étant alors seule candidate à briguer la direction.
Lors des élections législatives de 2015, elle change de circonscription et est élue à Copenhague. Le Parti populaire socialiste obtient nationalement son pire résultat lors du scrutin depuis 1977, mais elle reste à sa présidence.
Elle est réélue pour un nouveau mandat lors des élections législatives de 2019. Après le scrutin, son parti n'entre pas au gouvernement et apporte un soutien sans participation au gouvernement minoritaire de Mette Frederiksen.
Après les élections anticipées de 2022, Mette Frederiksen choisit de former un gouvernement avec Venstre et Modérés, et le Parti populaire socialiste devient alors le premier parti d'opposition.

## Annexe